# Coleosporium
Coleosporium Lév. – rodzaj grzybów z rzędu rdzowców (Pucciniales). Należy do niego ponad 100 gatunków pasożytniczych grzybów mikroskopijnych. W Polsce występuje m.in. Coleosporium tussilaginis wywołujący rdzę pęcherzykowatą igieł sosny.

## Charakterystyka
Pasożyty dwudomowe, zazwyczaj pełnocyklowe, których spermogonia i ecja rozwijają się na sosnaach (Pinus), a ecja uredinialne i telia na różnych gatunkach roślin dwuliściennych, szczególnie z rodzin astrowatych (Asteraceae) i jaskrowatych (Ranunculaceae).
Spermogonia z peryfizami powstają pod skórką żywiciela. Ecja również tworzą się pod skórką. Początkowo mają postać pęcherzyków otoczonych ścianą zbudowaną z pojedynczej warstwy komórek. Pęcherzyki te rozrywają się nieregularnie na szczycie uwalniając ecjospory o bezbarwnej, pokrytej brodawkami ścianie. Kiełkując tworzą ecja uredinialne pełniące rolę urediniów. Są nagie lub okryte nietrwałym perydium i powstają w łańcuszkach. Telia powstają również pod skórką, zazwyczaj na dolnej powierzchni liści. Są galaretowate, pomarańczowoczerwone. Teliospory tworzą pojedynczą warstwę. Kiełkując dzielą się poprzecznymi ścianami na 4 komórki, z których każda tworzy jedną bazydiosporę na długiej sterygmie.

## Systematyka i nazewnictwo
Pozycja w klasyfikacji według Index Fungorum: Coleosporiaceae, Pucciniales, Incertae sedis, Pucciniomycetes, Pucciniomycotina, Basidiomycota, Fungi.
Synonimy: Barclayella Dietel, Erannium Bonord. 1860, Stichopsora Dietel 1899, Synomyces Arthur 1924.
Niektóre gatunki:
- Coleosporium tussilaginis (Pers.) Lév. 1849
- Coleosporium pulsatillae (F. Strauss) Fr. 1849

Nazwy naukowe na podstawie Index Fungorum.